# Битка за Хама (2024)
Битката за Хама от 2024 г. е военна операция, започната от силите на Правителството на спасението на Сирия и подкрепяните от Турция бунтовнически групи на Временното правителство на Сирия по време на офанзивата на сирийската опозиция през 2024 г. – фаза от гражданската война в Сирия. Операцията, стартирана от Командването на военните операции, се провежда в провинция Хама. На 5 декември 2024 г. опозиционните сили превземат град Хама.

## Предистория
На 27 ноември 2024 г. сирийските опозиционни групи, водени от Тахрир аш-Шам, започват офанзива срещу проправителствените сили в Северозападна Сирия. Това бележи първата голяма офанзива на която и да е фракция в конфликта след прекратяването на огъня в Идлиб през март 2020 г. Операцията води до бързото превземане на десетки села от опозиционните сили и до значително отслабване на проправителствената отбрана. Според Сирийската обсерватория за правата на човека това е причинило известно изместване на населението към различни сирийски градове, включително Хама.

## Битка

### Напредване
На 30 ноември 2024 г. бунтовниците поемат контрола над няколко града, включително Тайбат ал-Имам, Кафр Зита, Ал-Латамина и Морек. В резултат на това бунтовническите сили се приближават до покрайнините на град Хама и започват да се приближават към града. Междувременно проправителствените сили започват да се изтеглят както от града, така и от неговата въздушна база. Непроверена снимка започва да циркулира в началото на 1 декември, показвайки как бунтовническите сили влизат в квартал „Ал-Арбаен“ в Хама. Ал-Джазира съобщава също, че бунтовническите сили са влезли в града.
След напредването на бунтовниците сирийското правителство изпраща подкрепления, за да спре настъпващите бунтовнически сили, заедно със специални сили, свързани със Сухайл ал-Хасан, на стратегически места, включително Джабал Зайн ал-Абидин, Тайбат ал-Имам, Камхана и Хитаб.  
На следващия ден сирийската армия успява да започне контраофанзива, която си връща част от територията в провинция Хама и спира настъплението на бунтовниците. Руските въздушни удари са насочени към селските части на Идлиб и Хама под контрола на бунтовниците.  Според сирийската държавна новинарска агенция САНА през нощта армията е изтласкала бунтовниците в северната провинция на провинция Хама. И САНА, и Сирийската обсерватория за правата на човека твърдят, че сирийската армия е успяла да отблъсне бунтовниците. Сирийската обсерватория твърди, че подкрепленията са образували силна отбранителна линия в северната част на Хама. Бунтовниците заявяват, че ще прокарат целия път до Дамаск.
На 1 декември, като част от подновеното настъпление на бунтовниците в южната част на Идлиб, седем бойци на Тахрир аш-Шам са убити в Хан Шейхун от минирани ракети в бивш склад на Сирийската армия, който е изоставен от отстъпващите правителствени сили в града.
На 2 декември бунтовнически удар с дрон, насочен към събиране на проправителствени военни лидери близо до Джабал Зейн ал-Абидин северно от Хама причинява множество смъртни случаи и ранени сред техните редици. До следобеда сблъсъците между опозицията и проправителствените сили се засилват в провинция Хама, особено близо до градовете Карназ и Суран. В източната провинция Хама опозиционните сили напредват, превземайки град Каср Абу Самра. Вечерта се състоят най-тежките сблъсъци от началото на офанзивата между опозиционните и проправителствените сили в северната област Хама, като руски и правителствени самолети извършват над 45 въздушни удара. Опозиционните сили поемат контрола над селата ал-Джубайн, Тел Малах, Ал-Джаламах, Ал-Джубайн, Брейдей, Карназ и Ал-Каркат, докато проправителствените сили успяват да осуетят опитите за настъпление към Калаат ал-Мадик. Ракетният обстрел на град Хама от опозиционните сили убива осем цивилни. Сблъсъци има и на фронтовата линия в равнината Ал-Габ на фона на неуспешна офанзива на Тахрир аш-Шам, където най-малко десет членове на групировката са убити, атакувайки позиции на Сирийската армия.

### Бой в покрайнините на Хама
На 3 декември бунтовническите сили продължават настъплението си срещу проправителствените сили, превземайки градовете Тайбат ал-Имам, Халфая, Соран и Маардис. Боевете се засилват вечерта между опозиционните и проправителствените сили, като бунтовниците поемат контрол над повече от 10 града села и достигат до покрайнините на Хама. Най-малко 17 войници на Сирийската армия и 8 бойци на Тахрир аш-Шам са убити при тежки сблъсъци северно от Хама. Двама цивилни също са убити от Аш-Шам в обстрела на града.
На 4 декември силите на Сирийската армия започват контраофанзива, за да си върнат владението на академията за верижни военни превозни средства на 18 км североизточно от град Хама. Друга офанзива е проведена от силите на Тахрир аш-Шам срещу село Ал-Карим, съседно на село Ал-Баред близо до Джурин, където силите на Сирийската армия отблъсват атаките на бунтовниците. В деня на офанзивите на фронтовата линия на Хама са убити най-малко 48 бойци на Тахрир аш-Шам, 5 бойци на Сирийската национална армия и 34 войници на Сирийската армия. До вечерта опозиционните сили бяха отрязали пътищата, свързващи Хама с Ар-Ракка и Алепо, и поемат контрола над селата Шейх Хилал, Ал-Саан и Сарудж в източната част на Хама. Тежките сблъсъци продължават през нощта, като бунтовниците превземат градовете Хитаб и Мубаракат, докато битката продължава в Джабал Зайн ал-Абидин. 
В края на деня бунтовническите сили успяват да обкръжат град Хама от три посоки и са на около 4 km. Проправителствените сили все още контролират стратегическия маршрут Хама-Хомс и довеждат големи военни конвои в оживения град през последните 24 часа. В западната провинция на Хама боевете се приближават до района на Латакия, населен предимно с алавити.
На 5 декември опозиционните сили навлизат в североизточната част на град Хама, след като превземат базата на 66-та бригада източно от град Хама. Съобщава се за въздушни удари от проправителствените сили от източната страна, едновременно с боевете с опозиционните сили. Подкрепяната от Турция дивизия „Султан Сюлейман Шах“, водена от Мохамед ал Джасем (Абу Амша), се присъединява към битката за контрол над града.
В същия ден силите на Сирийската армия се изтеглят от град Хама. Бунтовническите сили също влизат в централния затвор на Хама и освобождават стотици затворници, които според тях са били неправомерно задържани от режима. До следобеда опозиционните сили установяват пълен контрол над града и прилежащото военно летище. В изявление сирийското правителство казва, че неговите „военни части са били предислокирани и преместени извън града“, за да „запазят живота на цивилни“, след като опозиционните сили са успели да „проникнат в няколко части на града“, и значителен брой жители на Хама са избягали.

### Последвало напредване на опозицията
На 5 декември 2024 г. проправителствените сили се изтеглят от градовете Саламия и Талбисе към град Хомс, часове след изтеглянето им от Хама, когато бунтовниците се приближават до бившите покрайнини на града. Вечерта опозиционните сили влизат в Саламия без бой, след като постигат споразумение със старейшините на града и религиозния исмаилски съвет.

## Последици
След падането на Хама войната е широко смятана за загубена за сирийското правителство. Проасадските иракски милиции получават заповед да се оттеглят от Сирия след 5 декември, тъй като техните офицери заключават, че ефективна съпротива вече не е възможна. Ръководството на партията Баас се опитва да организира отбрана на Дамаск, но градът пада на 8 декември.

## Анализ
Град Хама е стратегически град с линии за доставки до лоялни крайбрежни крепости и е близо до райони, обитавани от алавити, които до голяма степен са подкрепяли правителството на Башар ал-Асад в миналото. Освен това градът действа като кръстовище, свързващо четирите основни района на Сирия: север, юг, изток и запад. Той свързва жизненоважни доставки и транзитни линии между Дамаск и Алепо.

## Реакции
- Режимът на Асад: Сирийското министерство на отбраната заявява в изявление: „Нашите въоръжени сили водят ожесточени битки, за да отблъснат и осуетят насилствените и последователни атаки, предприети от терористични организации срещу град Хама от различни направления.“ В заключение се казва: „Главното командване на армията и въоръжените сили ще продължи да изпълнява националния си дълг за възстановяване на районите, в които са навлезли терористични организации.[39]
- Правителство на спасението на Сирия: Лидерът му Абу Мохамад ал-Джулани казва, че неговите сили са влезли в Хама, за да „почистят 40-годишна рана“, имайки предвид клането в Хама през 1982 г. от силите на режима на Хафез ал-Асад. Бунтовниците обещават да напреднат още на юг към Хомс и призоваха жителите на града да се надигнат на революция срещу потисничеството и тиранията.[29]